# Tríada cognitiva de Beck

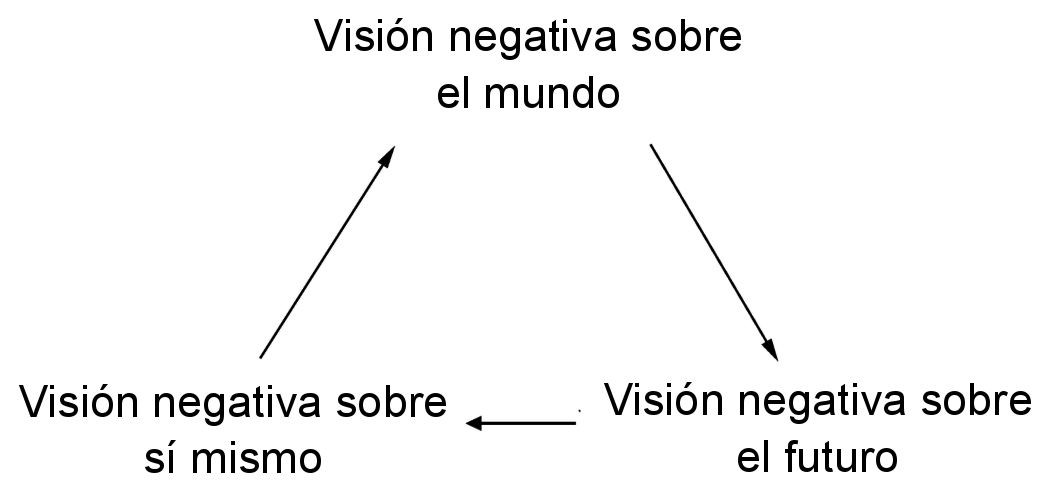
Tríada cognitiva de Beck.

La tríada cognitiva de Beck, también llamada tríada cognitiva negativa es el «principio central» de la teoría cognitiva de la depresión de Beck que consiste en una visión negativa del propio individuo, el mundo y su futuro y que es el «precursor inmediato» de esa enfermedad. Fue propuesta por el psiquiatra estadounidense Aaron T. Beck en 1976.
Según Beck, existen representaciones o esquemas que ayudan al individuo a «filtrar los estímulos del ambiente, de tal forma que su atención se centra en la información que es congruente con tales esquemas». Los esquemas de una persona deprimida, hipotetizó Beck, incluyen «temas de pérdida, separación, fracaso, inutilidad y rechazo». En consecuencia, estas personas muestran un sesgo sistemático en la forma en que procesan los estímulos.

## Modelo cognitivo de la depresión de Beck
Según el modelo cognitivo de la depresión, las disfunciones cognitivas son el centro de la depresión y todos los cambios asociados a esa enfermedad son consecuencia de tales disfunciones. Este modelo se basa en tres conceptos para explicar el «sustrato psicológico de la depresión»: la tríada cognitiva, los esquemas y los errores cognitivos. Estos factores contribuyentes interactúan entre sí para culminar en depresión. Los esquemas son «representaciones mentales del ser y de experiencias anteriores». Beck utiliza ese término para explicar por qué los individuos deprimidos persisten en actitudes derrotistas y que les ocasionan dolor, incluso «pese a evidencia objetiva de factores positivos en su vida». En este sentido, cuando una persona enfrenta una situación en particular, se activa el esquema relacionado con tal circunstancia. El individuo «categoriza y evalúa sus experiencias a través de un matriz de esquemas». Se aclara que, en etapas avanzadas de la depresión, la persona se ve «preocupada con pensamientos negativos constantes y repetitivos».
Al ser desencadenados por eventos del ambiente del individuo, los esquemas inadaptados dan paso a sesgos en el procesamiento de la información. Sin embargo, tales sesgos funcionan en una manera recíproca, es decir, fortalecen y confirman los esquemas inadaptados, mientras que los esquemas más adaptados, al ser inconsistentes con los sesgos, son suprimidos. Estos errores en el procesamiento de la información se caracterizan por un «sesgo negativo sistemático al momento de procesar información referente a la propia persona, pero no una distorsión de la "realidad objetiva"». Se han identificado diversos sesgos que permiten al individuo persistir en su creencia pese a la «presencia de evidencia contradictoria»: inferencia arbitraria, abstracción selectiva, generalización excesiva, maximización y minimización, personalización y pensamiento absolutista dicotómico. Estos errores aumentan la probabilidad de que la persona desarrolle la tríada cognitiva.

## Tríada cognitiva
La tríada cognitiva está conformada por tres patrones cognitivos distintos y «depresógenos»: una visión negativa de sí mismo, el mundo y el futuro. Abela y Hankin (2009) señalan que, según Beck, el desarrollo de la tríada cognitiva dará paso a la aparición de síntomas depresivos en el individuo. En el primer componente, la persona se considera «defectuosa, inadecuada, enferma, desaventajada» y lo atribuye a defectos psicológicos, morales o físicos. Con respecto al segundo, el paciente muestra una tendencia a interpretar sus experiencias en una forma negativa. «Considera que el mundo le exige demasiado [...] [y] malinterpreta sus interacciones con el ambiente animado o inanimado al considerarlas muestras de derrota o privación». Finalmente, el individuo piensa que las dificultades que vive continuarán y espera fallar en tareas específicas en el futuro inmediato. Soto Ruano et al. (2008) agregan que el primer componente se centra en la visión peyorativa de la propia persona y se relaciona con sentimientos de culpa y autorreproche por los que considera defectos propios.
Alladin (2007) añade que, debido a la visión negativa de sí mismo, el individuo se considera inútil «e incapaz de lograr la felicidad». Con respecto a la visión negativa del mundo, esta no representa el estado real del entorno, sino la visión «idiosincrásica» de la persona. Finalmente, el autor agregan que la visión negativa del futuro conduce a la persona a «una sensación de pasividad, inercia y desesperanza». Por otro lado, otros signos y síntomas —incluso los físicos— propios de la depresión son ocasionados por el desarrollo de la tríada y los deseos suicidas representan «deseo de escapar de lo que parece ser un problema irresoluble o una situación inaguantable». Beck establece que tales pensamientos negativos son «automáticos», es decir, ocurren de forma espontánea «sin decisión deliberada o motivación consciente».
McIntosh y Fischer (2000) indican que, pese a que mucha evidencia apoya la relación entre la tríada y la depresión, se han cuestionado «las peculiaridades conceptuales de [sus] componentes [...]». En este sentido, Haaga, Dyck y Ernst (1991) señalan que «los resultados empíricos son altamente consistentes con la hipótesis de la tríada». No obstante, agregan, la tríada «refiere a la visión del ser como un todo y dos aspectos del ser [su mundo y futuro, en lugar del mundo y futuro per se], no tres entidades completamente distintas». Por lo tanto, proponen reducir la tríada a una dimensión, «la visión negativa de sí mismo». Freeman y Davis (2012) aclaran que los elementos de la tríada podrían variar en su contribución a la depresión. Especifican además que evaluar ese grado de contribución es una parte importante de la terapia cognitiva.

## Evaluación
Se han desarrollado diversos instrumentos para evaluar y medir la tríada y disfunción cognitivas. El Inventario de Depresión de Beck tiene ítems que miden los tres aspectos, aunque no de forma sistemática. Entre otros instrumentos se encuentran la Escala de Desesperanza —para la visión sobre el futuro— y Escala de Autoestima de Rosenberg —para la visión sobre sí mismo—. Por su parte, Beckham et al. (1986) desarrollaron el Inventario de la Tríada Cognitiva (CTI, por sus siglas en inglés) en la búsqueda de «evaluar sistemáticamente los tres aspectos de la tríada cognitiva». Consiste en 30 ítems —divididos en tres escalas: visión de sí mismo, visión del mundo y visión del futuro— que evalúan los tres patrones cognitivos negativos de la tríada y que se responden en una escala Likert de siete puntos. Los puntajes totales altos representan visiones positivas y los bajos son producto de visiones negativas. Kaslow et al. (1992) adaptaron el inventario para su uso en niños —Inventario de la Tríada Cognitiva para Niños (CTI-C, por sus siglas en inglés)—. Este instrumento consta de 36 ítems igualmente divididos en las mismas tres escalas, cada una de 12 ítems. En esta escala se simplificó la redacción y se cambió el contenido «para ser relevante para niños».